# Sendai Daikannon
La Sendai Daikannon (仙台 大観音 lit. La gran Kannon de Sendai?) es una estatua de la diosa Kannon ubicada en la ciudad de Sendai, prefectura de Miyagi. Se trata de la estatua más alta de Kannon en el mundo y la estatua más alta de una diosa en Japón, así como también la quinta estatua más alta del mundo (100 metros) desde 2008.
En el momento de su finalización en 1991, era la estatua más alta del mundo. Un ascensor transporta a los visitantes hacia la parte superior, desde donde se puede contemplar la ciudad de Sendai. La estatua porta en su mano derecha la gema de los deseos nyoihōju, mientras que en la izquierda sostiene un matraz de agua.